# José María Rivas Groot
José María Rivas Groot (Bogotá, 18 de abril de 1864-Roma, 26 de octubre de 1923), conocido como «El Poeta del Infinito», fue un poeta, novelista, periodista, historiador y político colombiano, miembro del Partido Conservador Colombiano.
Fundó la revista Raza Española. Era un escritor muy prolífico, escribió diversos dramas tales como Lo irremediable, El irresponsable y Doña Juana la Loca; novelas tales como El triunfo de la vida; Resurrección y Julieta. Entre su producción histórica escribió la Historia eclesiástica y civil de la Nueva Granada y El Nuevo Reino de Granada en el siglo XVIII.

## Biografía
José María Rivas Groot nació en Bogotá, el 18 de abril de 1864, en el seno de una familia de la aristocracia local. Cursó estudios en el colegio del presbítero Tomas Escobar.

### Escaramuza y viaje a Europa

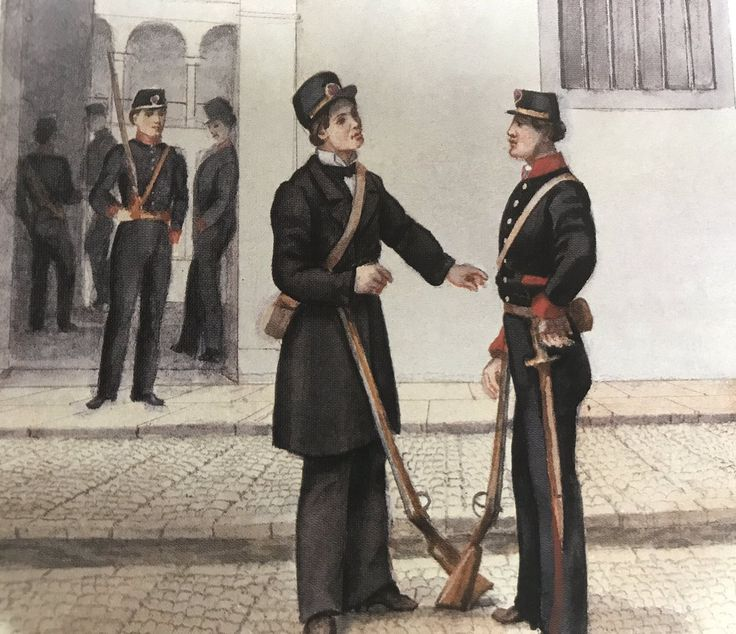
Milicianos liberales en 1876.

Según sus cronistas, a los 13 años, Groot y su padre, un militar liberal de renombre, se unieron a la resistencia del gobierno del liberal Aquileo Parra, tras el estallido de la Guerra civil de 1876, combatiendo contra los rebeldes conservadores, dirigidos por Recaredo de Villa, Antonio Basilio Cuervo y Sergio Arboleda. La guerra se dio por las medidas anticlericales del liberalismo en torno a la educación nacional.
En 1877, por decisión de su padre, viajó con su familia a Europa, cursando estudios en el Silesia College de Londres y en L’Havre. En 1879 regresó a Colombia concurriendo al colegio de Santiago Pérez, y luego al Colegio Mayor del Rosario. En 1881 comienza a estudiar ingeniería, pero luego abandona los estudios para dedicarse a las letras.

### Su salto a la fama
En 1883 publica su primera obra Canto a Bolívar, que le granjeó la fama nacional por haber ganado el premio gubernamental del Centenario del Libertador (1783-1883), lo anterior siendo profesor de historia, literatura e idiomas en varios centros educativos privados y en la Universidad Católica. 
A principios de la década de los ochenta del siglo XIX, Rivas trabajó con su padre en la Imprenta Nacional, y reimprimió las obras de su abuelo materno, a quien comenzó a considerar como un referente de vida. Desarrolló amistad con varios poetas conservadores de la época como Rufino José Cuervo y Lorenzo Marroquín Osorio, los españoles Marcelino Menéndez Pelayo y Juan Valera; y participó en la revista El Ateneo. También se ganó enemigos como el poeta José Asunción Silva, quien menospreciaba su obra "Estudio preliminar al Parnaso Colombiano".
En 1888 fue designado director de la Biblioteca Nacional, y en 1892 publicó el que fue el poema por el cual ganó mayor fama, se titula Constelaciones, comenzandosele a llamar cariñosamente como "El poeta del infinito". Entre 1894 y 1896, volvió a ser director de la Biblioteca Nacional.

### Trabajo político
En 1896 fue elegido senador de Colombia, habiéndose enlistado en las filas del conservatismo, pese a que era adepto de las tesis de su padre, durante el gobierno provisional del escritor Miguel Antonio Caro; en el Congreso se enfranscó en acalorados debates contra el influyente abogado Rafael Uribe Uribe, del liberalismo. También fue nombrado director de Instrucción Pública del departamento de Cundinamarca.

#### Ministro de Instrucción Pública (1901); (1906-1908) y otros encargos diplomáticos
En 1898 fue elegido nuevamente senador, estando en el Congreso hasta que el presidente José Manuel Marroquín lo nombró ministro de Educación, gracias a la amistad que llevaba de años atrás con el poeta Lorenzo Marroquín, hijo del presidente, quien influyó enormemente en el manejo del gobierno y en los nombramientos de amigos suyos en varios cargos importantes. Groot estuvo en el cargo de septiembre a diciembre de 1901, luego de renunciar. Pese a que su cargo no le exigía tal actitud, Rivas fue uno de los abanderados de la persecución que Marroquín desató contra los liberales y los conservadores opositores durante la Guerra de los Mil Días. 
Más tarde presidió la Academia Colombiana de Historia (la cual presidió entre 1907 y 1908), usando el seudónimo de J. de Roche-Grosse, quizá inspirándose en el apellido del artista francés Georges Antoine Rochegrosse. En 1906, el general Rafael Reyes lo nombró nuevamente ministro de Instrucción Pública, permaneciendo en el cargo hasta 1908.
El mal manejo de la político, la pérdida de Panamá, y la imagen nepótica de Lorenzo Marroquín (acusado de ser corruptor del gobierno), sin embargo, no afectó a Groot, quien terminado su ministerio fue designado Ministro Plenipotenciario ante el Vaticano por Reyes en 1909, donde aprovochó para casarse y para estudiar la historia diplomática de la Colombia bajo donimación española. También fundó la revista Raza Española, desde la cual defendía el hispanismo en América Latina, hecho curioso siendo de ascendencia neerlandesa. Rivas estuvo en el cargo hasta 1911, permaneciendo en él durante los gobiernos de Reyes, Holguín, González Valencia y Restrepo.

### Últimos años y muerte
Al regresar a Colombia, en 1921, dirigió los periódicos La Opinión y El Orden, pero regresó dos años después a Europa, muriendo en Roma de nefritis el 14 de octubre de 1923, a los cuarenta y nueve años de edad.

## Familia

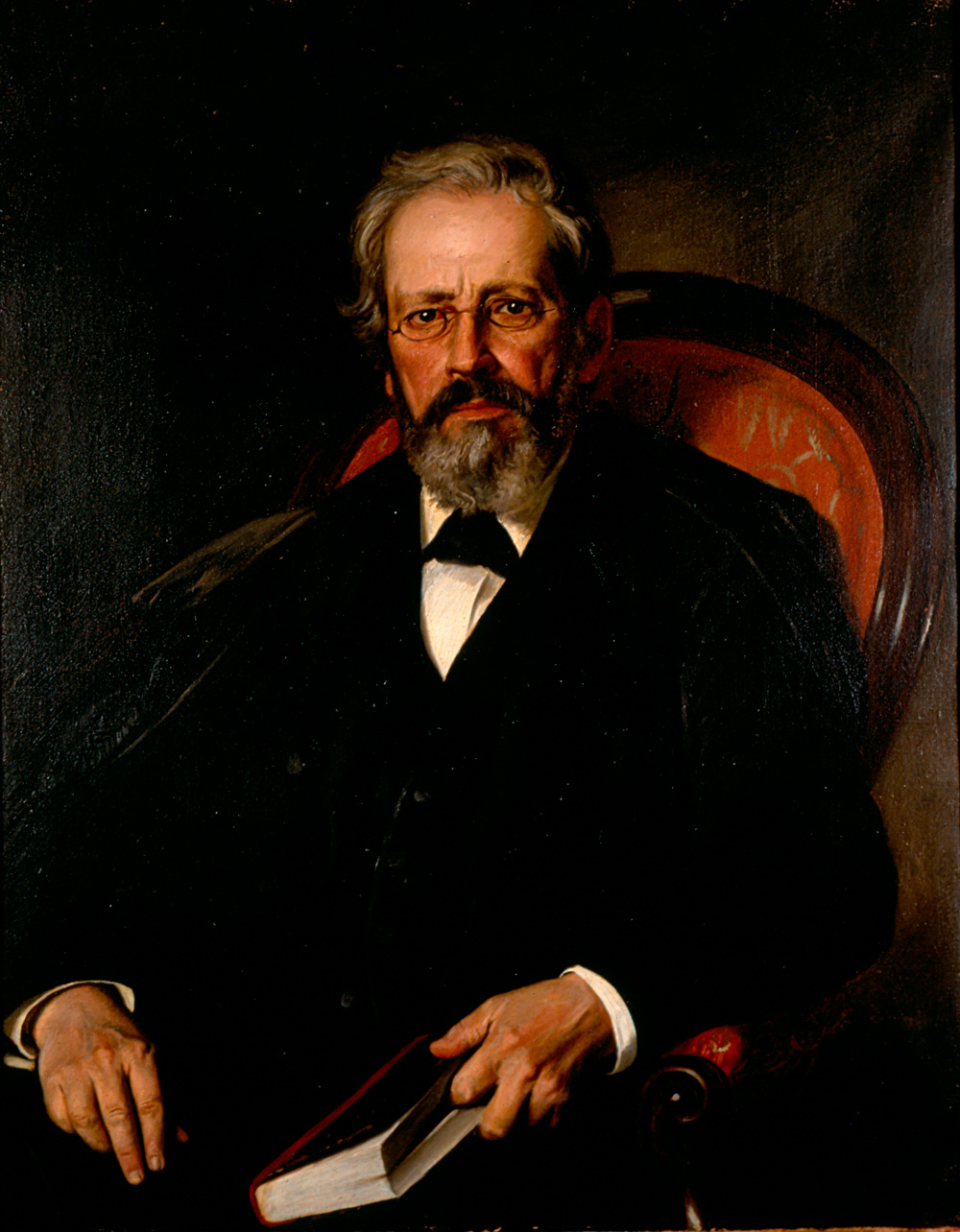
Su abuelo materno, José Manuel Groot.

José María Rivas Groot era miembro de la aristocracia bogotana. 
Su padre era el militar, político, escritor y educador Medardo Rivas Mejía, miembro del Partido Liberal, y su madre, Rosa Groot Cabrera, de ascendencia neerlandesa,  era hija del escritor y pintor José Manuel Groot, del Partido Conservador.

### Matrimonio y descendencia
Durante su estancia en Roma, Rivas se casó con la condensa italiana Francesca Sacconi, en 1913. Su único hijo, José Manuel Rivas Saconni, nació en Madrid, en 1917.

## Obras
- Canto a Bolívar (1883)
- Política e Historia. Revoluciones en América (1901).
- Asuntos constitucionales (1908)
- Asunto económicos y fiscales (1908)
- Páginas de la Historia de Colombia, 1810 a 1910. Asuntos constitucionales, económicos, fiscales y monetarios (1909).
- La epopeya de la raza (1917)
- El Nuevo Reino de Granada en el siglo XVIII (1921).
- Constelaciones
- La Naturaleza
- Triunfo de la Vida
- Resurrección
- La Lira Nueva
- Viaje de la Luz
- La hora exacta
- Idea y Forma
- Lo que es un Ni
- ¿Qué es dolor?
- Siglo